# Cappella Anselmetti
La Cappella Anselmetti, dell'omonima villa-cascina scomparsa, è una piccola costruzione religiosa di Torino, sita nella zona Centro Europa del quartiere Mirafiori Nord. 

## Storia
Nel 1730 la Città di Torino vendette i terreni che vedranno ivi costruita, su di una preesistente, una nuova cascina.
Tra il 1785 e il 1790 il nuovo proprietario Carlo Vincenzo Anselmetti, banchiere, fece costruire l’edificio padronale, e il complesso venne descritto come “Villa e cascina del signor banchiere Carlo Vincenzo Anselmetti posta lungo la strada, che si dirama alla destra della strada d’Orbassano tendendo verso la Chiesa del Gerbo; il palazzo è moderno, ed ha un bel giardino avanti con una magnifica cappella attigua; ritrovasi due miglia distante da Torino”.
Durante i bombardamenti del secondo conflitto mondiale, i danni risultarono lievi.
La cascina venne demolita a metà anni '70, ad eccezione della cappella (e dell'annessa sacrestia): tutelata dalla Soprintendenza, si classificò nel nuovo piano regolatore generale come edificio di particolare interesse storico appartenente alla classe I di gran prestigio, in quanto unica costruzione settecentesca superstite nel quartiere.
Dal 2002 al 2006, dopo un lungo periodo di abbandono, la cappella fu restaurata per diventare Laboratorio didattico di Storia e Storie (anche archivio permanente). Nuovi Committenti, questo il nome di tale progetto della Fondazione Adriano Olivetti finanziato attraverso i fondi del programma comunitario Urban 2 (programma che interessò, tra le altre cose, anche l'antistante Cascina Roccafranca), nacque per rispondere alla volontà informativa espressa da un gruppo di cittadini del quartiere, in particolare da insegnanti delle scuole d'infanzia e primaria Franca Mazzarello, secondaria di primo grado Corrado Alvaro-Amedeo Modigliani e del liceo scientifico Ettore Majorana. L'inaugurazione avvenne il 2 marzo 2007.

## Descrizione
Nonostante il contesto padronale, l’ingresso non si presenta rivolto all’interno dell'ex corte, bensì verso la strada; anche i viandanti e gli altri abitanti del contado potevano così usufruire del servizio religioso.